# Campionati europei di atletica leggera 2026
I XXVII Campionati Europei di atletica leggera si svolgeranno dal 3 al 9 agosto 2026 all'Alexander Stadium di Birmingham, nel Regno Unito. Le date sono da confermare.
Questa è la prima volta che una città britannica ospita i Campionati europei di atletica leggera, sebbene Birmingham abbia ospitato molti eventi di alto profilo, tra cui i Campionati europei indoor di atletica leggera del 2007, i Campionati del mondo indoor del 2003 e 2018 e i Giochi del Commonwealth del 2022. L'Alexander Stadium è stato rinnovato tra il 2019 e il 2022 e dispone di due tribune permanenti da 18.000 posti, con la possibilità di estendere a 40.000 in caso di grandi eventi.
L'11 novembre 2022, la European Athletic Association (EAA) ha scelto Birmingham durante la riunione del Consiglio tenutasi a Varsavia, in Polonia. La città britannica è stata selezionata dopo che la capitale ungherese Budapest si è ritirata dalla gara. In precedenza, nel giugno 2022, l'EAA aveva annunciato che i Campionati europei di atletica leggera del 2026 si sarebbero svolti come evento autonomo separato dai Campionati europei multisport, nell'ambito dei quali si sono svolti l'ultima volta nel 2018 e nel 2022.